# Nørreogsand
Nørreogsand (tysk: Norderoogsand, nordfrisisk: Noorderuug Söön) er et 7,5 kilometer langt og cirka 2 kilometer bredt højsand vest for Nørreog i Nordfrisland (Sydslesvig).
Højsandet er et af de nordfrisiske udesande. Sydvest for sandbanken ligger halligen Hoge. Syd for sandbanken ligger Sønderogsand. Mellem de to sandbanker ligger prilen (tidevandsstrømmen) Rummelhul (nordfrisisk Romelgat).
Klitterne på sandbanken er bevoksede. Den dominerende plantevækst består af marehalm og hjælme.
I Nørreogsands klitområde yngler imidlertid også flere fuglearter. Blandt dem kan nævnes strandskader og store præstekraver. En oversigt fra 2012 viser følgende ynglepar:
| Dansk navn       | Latinsk navn         | Antal ynglepar |
| ---------------- | -------------------- | -------------- |
| Strandskade      | Haematous ostralegus | 4              |
| Stor præstekrave | Charadrius hiaticula | 2              |
| Grågås           | Anser anser          | 4              |
| Svartbag         | Larus marinus        | 2              |
| Edderfugl        | Somateria mollissima | 2              |
| Vandrefalk       | Falco peregrinus     | 1              |
| Sildemåge        | Larus fuscus         | 74             |
| Sølvmåge         | Larus argentatus     | 149            |

Nørreogsand ligger i nationalparkens beskyttelsesområde 1. Dette indebærer, at adgang til området er forbudt.